# Pteroptychus simpliceps
Pteroptychus simpliceps là một loài bọ cánh cứng trong họ Cerambycidae.